# Nunca fui yo
Nunca fui yo es el primer álbum de estudio de Buenos Muchachos. Fue lanzado en 1996 y su edición constó de sólo 100 casetes con el arte hecho a mano. En el 2010, el sello discográfico Bizarro Records lo reedita en formato CD.

## Canciones
1. El duendecito bebedor
2. Bamma lamma
3. Preludio de las cazadoras del Río de la Plata
4. Preludio del mescalito
5. Hey luna hey!!
6. Antisinpasión
7. Un salto en la ciudad
8. Carmen
9. Temperamento
10. Solo pienso (pienso solo)
11. Pequeño histérico
12. Caí lejos

## Datos técnicos
El álbum, que consta de 12 canciones, fue grabado y mezclado en octubre de 1994 en el Estudio Record, ubicado en Montevideo, Uruguay, por Alejandro Mérola, quien tuvo a cargo la producción artística junto con la banda. Fue editado por el sello discográfico Pulmón Records y reeditado en 2010 por Bizarro Records.